# SARS-CoV-2
SARS-CoV-2 (Severe acute respiratory syndrome-related coronavirus 2, ранее 2019-nCoV) — оболочечный одноцепочный (+)РНК-вирус, относящийся к подроду Sarbecovirus рода Betacoronavirus.
SARS-CoV-2 впервые выявлен в декабре 2019 года, вызывает опасное инфекционное заболевание COVID-19.
В январе 2020 года Всемирная организация здравоохранения объявила вспышку эпидемии, связанной с SARS-CoV-2, чрезвычайной ситуацией в области здравоохранения международного значения, а 11 марта 2020 года охарактеризовала принявшее мировой масштаб распространение болезни как пандемию.

## История изучения
Вирус SARS-CoV-2 впервые обнаружен в декабре 2019 года в результате анализа нуклеиновой кислоты у пациента с пневмонией. 31 декабря 2019 года Всемирная организация здравоохранения была оповещена о нескольких случаях вирусной пневмонии, вызванной неизвестным патогеном. 7 января 2020 года информация о новом вирусе была подтверждена, а сам вирус был отнесён к коронавирусам. Первыми геном вируса полностью расшифровали службы здравоохранения Китая, 10 января его сделали публично доступным. До 12 января 5 геномов были зарегистрированы в базе данных GenBank, к 26 января их количество выросло до 28. За исключением самого раннего генома, геномы находятся под эмбарго в GISAID. Филогенетический анализ доступен через Nextrain. 20 января 2020 года в китайской провинции Гуандун была подтверждена передача вируса от человека к человеку.
Коронавирусы, к которым относится SARS-CoV-2, обычно вызывают ОРВИ, но к этому же семейству относятся опасные вирусы SARS-CoV и MERS-CoV, вызывающие тяжёлый острый респираторный синдром и ближневосточный респираторный синдром соответственно. Коронавирусная инфекция является зооантропонозной, то есть возможна передача от животных к человеку. Выяснено, что источником SARS-CoV были циветы, а MERS-CoV — одногорбые верблюды. Возможно, что и в случае SARS-CoV-2 источником инфекции являются животные — генетический анализ вируса выявил схожесть с коронавирусами, распространёнными среди подковоносых летучих мышей, однако пока достоверно неизвестно, являются ли они изначальным источником инфекции. Сейчас же основным способом распространения вируса является передача от человека к человеку.
Учёные из разных стран проанализировали геном вируса и подтверждают тот факт, что вирус с очень большой долей вероятности имеет природное происхождение. Различные же теории заговоров создают атмосферу страха, слухи и предрассудки, подобные теории осуждаются научным сообществом. Вместе с генеральным директором ВОЗ учёные призывают продвигать научные доказательства вместо дезинформации.

## Эпидемиология
Максимальный инкубационный период до 14 дней. На стадии инкубационного периода выявление заболевших тепловизорами неэффективно, так как температура тела может быть в пределах нормы или быть незначительно завышенной.
По данным Центров по контролю и профилактике заболеваний США предполагается, что передача инфекции происходит микрокаплями (droplets) и аэрозолем. В клинических рекомендациях Министерства здравоохранения Российской Федерации указано, что механизм передачи вируса аэрозольный (воздушно-капельный, воздушно-пылевой пути) и контактный.
Согласно последним данным, SARS-CoV-2 (как и SARS-CoV-1) способен оставаться жизнеспособным вне организма от 3 часов до 4 дней в зависимости от поверхности объекта. Наиболее стабильно вирус сохраняется на нержавеющей стали (2 суток) и пластике (3 суток). В этот период его концентрация снижается больше, чем на 3 порядка. В зависимости от условий концентрация вируса уменьшается в 2 раза на нержавеющей стали за первые 3-7 часов, а на пластике — за первые 5,5-9 часов. В воздухе концентрация вируса падает на порядок за 3 часа в лабораторных условиях, в то время как на стали — за 18-19 часов, а на пластике — за 20 часов и в редких исключениях за 22 часа. Нет какого-либо риска заражения при получении посылок или писем.
Индекс репродукции, по данным Китайского центра по контролю и профилактике заболеваний, оценивается между 2 и 3, что по определению индекса соответствует количеству людей, которые заражаются от одного инфицированного, одно из исследований оценило среднее значение по состоянию на 22 января 2020 года в 2,2 (другое ранее проведённое исследование показывало диапазон 3,3—5,47).
В общем случае, значения данного числа, большие 1, означают, что эпидемия будет распространяться, а уменьшить число помогают меры противодействия распространению инфекции.

### Распространение вируса
Первые случаи заболевания COVID-19 были зарегистрированы в декабре 2019 года в китайском городе Ухань. Большинство заболевших китайские власти связали с местным оптовым рынком морепродуктов Хуанань, где продавались живые животные. На ранних этапах количество заражённых удваивалось примерно каждые 7,5 дней; к середине января 2020 года вирус проник и в другие провинции Китая — этому способствовал статус Уханя как важного транспортного узла и возросшее число поездок в связи с приближающимся китайским Новым годом. Зимой 2019—2020 годов большинство новых случаев заболевания и смертей приходилось на Хубэй — провинцию Китая, центром которой является Ухань; однако уже 26 февраля количество новых случаев COVID-19 за пределами Китая превысило количество заражений в пределах этой страны. В конце января 2020 года Всемирная организация здравоохранения присвоила распространению заболевания статус «чрезвычайной ситуации международного значения», а в марте охарактеризовала его как пандемию.

## Инфекция
Инфекция может протекать как в форме лёгкой острой респираторной вирусной инфекции, так и в тяжёлой форме. У большинства людей болезнь заканчивается выздоровлением, при этом специфических лечебных мероприятий не требуется. Осложнения тяжёлых случаев могут включать пневмонию или дыхательную недостаточность с риском смерти.

## Вирусология

### Таксономия
| SARS-CoV-2 в таксономии коронавирусов | SARS-CoV-2 в таксономии коронавирусов | SARS-CoV-2 в таксономии коронавирусов | SARS-CoV-2 в таксономии коронавирусов | SARS-CoV-2 в таксономии коронавирусов | SARS-CoV-2 в таксономии коронавирусов |
| ------------------------------------- | ------------------------------------- | ------------------------------------- | ------------------------------------- | ------------------------------------- | ------------------------------------- |
| Coronaviridae                         | Orthocoronavirinae                    | Alphacoronavirus                      | Alphacoronavirus                      | Alphacoronavirus                      | Alphacoronavirus                      |
| Coronaviridae                         | Orthocoronavirinae                    | Betacoronavirus                       | Sarbecovirus                          | SARSr-CoV                             | SARS-CoV-1                            |
| Coronaviridae                         | Orthocoronavirinae                    | Betacoronavirus                       | Sarbecovirus                          | SARSr-CoV                             | SARS-CoV-2                            |
| Coronaviridae                         | Orthocoronavirinae                    | Betacoronavirus                       | Sarbecovirus                          | ...                                   |                                       |
| Coronaviridae                         | Orthocoronavirinae                    | Betacoronavirus                       | Merbecovirus                          | MERS-CoV                              | MERS-CoV                              |
| Coronaviridae                         | Orthocoronavirinae                    | Betacoronavirus                       | Merbecovirus                          | ...                                   |                                       |
| Coronaviridae                         | Orthocoronavirinae                    | Betacoronavirus                       | Embecovirus                           | HCoV-HKU1                             | HCoV-HKU1                             |
| Coronaviridae                         | Orthocoronavirinae                    | Betacoronavirus                       | Embecovirus                           | Betacoronavirus 1                     | HCoV-OC43                             |
| Coronaviridae                         | Orthocoronavirinae                    | Betacoronavirus                       | Embecovirus                           | Betacoronavirus 1                     | ...                                   |
| Coronaviridae                         | Orthocoronavirinae                    | Gammacoronavirus                      |                                       |                                       |                                       |
| Coronaviridae                         | Orthocoronavirinae                    | Deltacoronavirus                      |                                       |                                       |                                       |
| Coronaviridae                         | Letovirinae                           |                                       |                                       |                                       |                                       |

Последовательности бетакоронавируса обнаруживают сходство с бетакоронавирусами, выявленными у летучих мышей из Китая. Однако вирус генетически отличается от других коронавирусов, которые вызывают:
- тяжёлый острый респираторный синдром (SARS), известный также как атипичная пневмония, вызываемый вирусом SARS-CoV;
- ближневосточный респираторный синдром (MERS), вызываемый вирусом MERS-CoV.

SARS-CoV-2, как и SARS-CoV, является членом линии Beta-CoV B.

### Структурная биология
По состоянию на 29 марта 2020 года выделено 2058 геномов вируса SARS-CoV-2, в котором уже заметны тенденции к эволюционированию. Как минимум 7 мутаций относятся к одному предку.
Длина РНК-последовательности SARS-CoV-2 составляет около 30 000 нуклеотидов.
РНК варианта Wuhan-Hu-1 (номер GenBank MN908947, RefCeq NC_045512) SARS-CoV-2 содержит 29 903 нуклеотида с нетранслируемыми участками длиной 281 и 325 нуклеотидов. Предполагаемые кодирующие области распределены по 10 белкам.
Генетически вирус на 80 % идентичен SARS-CoV.
Размер вириона порядка 50-200 нанометров. Белковое моделирование, осуществлённое на основе расшифрованного генома вируса, показало, что рецептор-связывающий гликопротеин шипа коронавирусов может иметь достаточно высокую аффинность к белку человека ангиотензинпревращающий фермент 2 (АПФ2, англ. ACE2) и использовать его как точку входа в клетку. В конце января 2020 года две группы в Китае и США независимо друг от друга экспериментально показали, что именно АПФ2 является рецептором для вируса SARS-CoV-2, так же как и для вируса SARS-CoV. В марте 2020 в препринте статьи было выдвинуто предположение, что вирус для проникновения в клетки человека использует белок SP, с помощью которого взаимодействует с белком басигином (CD147) заражаемой клетки человека.

### Варианты вируса
С начала вспышки болезни в Китае до марта 2020 года, на основе анализа 103 публично доступных геномов SARS-CoV-2 было обнаружено не менее 149 изменений. Как показало исследование[какое?], коронавирус выделился в два подтипа: наиболее часто встречающийся L (70 %) и S (30 %). Подтип L чаще встречался на ранних этапах вспышки в Ухане, однако к началу января 2020 года его частота снизилась. Человеческое вмешательство оказало сильное селективное давление на этот подтип, который может быть более агрессивен и распространяется быстрее. С другой стороны, сравнительная распространённость подтипа S, который эволюционно старее и менее агрессивен, вероятно, возросла в силу более слабого селективного давления.
Анализ 160 образцов генома SARS-CoV-2, выделенных у заболевших людей, показал, что разновидности коронавируса A и C распространены у европейцев и американцев, а разновидность B наиболее распространена в Восточной Азии.

#### Мутации вируса
Были обнаружены сотни мутаций SARS-CoV-2. Учёные работают над тем, чтобы установить, как это влияет на заразность и смертельность вируса. Учёные из Национальной лаборатории Лос-Аламос в штате Нью-Мексико анализируют вариации «шипа» вируса, придающего ему выразительную форму. По данным Global Initiative on Sharing All Influenza Data (GISAID), исследователи провели анализ информации из Британии на предмет заражённых коронавирусом в Шеффилде.
По результатам тестов было выявлено большее количество COVID-19 с такой мутацией вируса у людей. Учёные, однако, не выявили доказательств, что эти люди переболели коронавирусной инфекцией в тяжёлой форме или провели больше времени в больнице.
Исследователи в Университетском колледже Лондона смогли выявить 198 повторяющихся мутаций вируса. Франсуа Баллу сообщил: «Мутации сами по себе не являются чем-то плохим, и пока нет данных, позволяющих предположить, что SARS-CoV-2 мутирует быстрее или медленнее, чем ожидалось».
Представители ВОЗ сообщили, что мутация D614G была выявлена в феврале и известно около 50 цепочек вируса.
Молекулярные биологи из Нью-Йоркского геномного центра и Нью-Йоркского университета заявили: 

Широко распространённая мутация D614G значительно ускоряет передачу вируса между самыми разными типами человеческих клеток, включая клетки из лёгких, печени и кишечника. Одной из причин повышенной заразности вируса может быть то, что эта мутация делает SARS-CoV-2 более стойким к человеческим ферментам.— 
- 501.V2 Variant, найден в Южной Африке[55]
- Кластер 5, найден в Дании. Результатом обнаружения стал карантин и умерщвление норок.[56]
- VOC-202012/01, найден в Великобритании[57]
- Омикрон-штамм SARS-CoV-2, выявлен в Ботсване, ЮАР в ноябре 2021 года[58][59]
- B.1.640.2, выявлен в ноябре 2021 года на юге Франции[60][61]

### Иммунитет
Иммунитет у переболевших сохраняется до 15 месяцев. Со временем иммунитет ослабевает, и примерно через 6 месяцев после первоначального заражения защита от повторного составляла примерно 80 % без существенной разницы в показателях повторного заражения между мужчинами и женщинами. Но для лиц в возрасте 65 лет и старше эта защита уменьшается до 47 %. В другом исследовании на протяжении 9 месяцев брали анализы у более чем 9500 человек из примерно 3500 случайно выбранных домохозяйств в Ухане, в результате около 40 % инфицированных вырабатывали нейтрализующие антитела, которые можно было обнаружить за весь период исследования.

## Происхождение вируса
22 января 2020 года медицинский журнал «Journal of Medical Virology» опубликовал исследование китайских учёных, в котором пять геномов вируса SARS-CoV-2 сопоставили с 276 известными геномными последовательностями коронавирусов, поражающих людей и различных животных. По мнению учёных, построенное филогенетическое древо коронавирусов показывает, что новые вирусы появились ориентировочно два года назад от одного общего предка путём гомологичной рекомбинации между коронавирусом летучей мыши и, возможно, коронавирусом китайских змей — южнокитайского многополосного крайта или китайской кобры (обе разновидности змей продавались на рынке в Ухане в качестве пищи)
Однако ряд исследователей в статье, опубликованной в журнале Nature, оспаривает подобный вывод китайских учёных и утверждает, что, с их точки зрения, маловероятно, что в качестве источника заражения могли выступить змеи, где наиболее вероятными кандидатами на эту роль являются млекопитающие и птицы. По мнению Пауло Эдуардо Брандао, вирусолога из Университета Сан-Паулу, китайские учёные не предоставили доказательств того, что змеи могут заражаться новым коронавирусом и служат для него носителем, в том числе поскольку нет надёжных доказательств наличия коронавирусов у носителей, кроме млекопитающих и птиц. Цуй Цзе, вирусолог из Шанхайского института Пастера, входивший в группу, выявившую в 2017 году вирусы, связанные с атипичной пневмонией у летучих мышей, сообщает, что полевые работы после вспышки атипичной пневмонии в 2002—2003 годах обнаружили такие вирусы только у млекопитающих.
Другая группа китайских учёных предположила, что источником вируса SARS-CoV-2 являются летучие мыши, поскольку РНК образцов SARS-CoV-2 на 96 % совпала с РНК вируса, который ранее находили у азиатских подковоносов (лат. Rhinolophus affinis). Кроме того, коронавирус SARS-CoV-2 на 79,5 % похож на вирус атипичной пневмонии, эпидемия которой началась в Китае в 2002 году. Исследователи из Южно-Китайского сельскохозяйственного университета в Гуанчжоу и Университета Квебека в Монреале считают, что источником нового коронавируса могли стать панголины.
Авторы работы, опубликованной в Nature Microbiology, определили, что SARS-CoV-2 и вирус летучей мыши RaTG13, выделенный из летучей мыши вида Rhinolophus affinis, разделились от 40 до 70 лет назад. Рассчитанная с помощью трёх разных биоинформатических подходов максимальная вероятность этого события пришлась на 1948, 1969 или 1982 год. Изменения хозяина вируса обычно связаны с новыми адаптациями, позволяющими оптимально использовать клетки нового вида хозяина, SARS-CoV-2, по-видимому, практически не требовал значительной адаптации к человеку с момента начала пандемии. Наиболее близкий к SARS-CoV-2 вирус летучих мышей RmYN02 (общий предок около 1976 года) имеет явные доказательства коинфекции и эволюции у летучих мышей без участия других видов. Прародитель SARS-CoV-2 способен к эффективной передаче от человека к человеку в результате своей адаптивной эволюционной истории у летучих мышей, а не у людей.

## Жизнеспособность и перенос вне организма
SARS-CoV-2 является вирусом с оболочкой. Липидный бислой оболочки таких вирусов довольно чувствителен к высыханию, повышенной температуре и дезинфицирующим агентам, поэтому такие вирусы легче поддаются стерилизации, чем непокрытые вирусы, хуже выживают вне хозяйской клетки и обычно передаются от хозяина к хозяину.
К марту 2020 года во многих странах мира не существовало достаточно полных и достоверных оценок жизнестойкости и сохранения активности вируса вне организма, из-за большого количества влияющих факторов, относительно незначительного времени наблюдения и небольшого количества полученных данных, пандемия только разгоралась.
Однако в Китае к 29 марта 2020 года с новой коронавирусной пневмонией, которой там к тому времени переболели десятки тысяч человек, уже удалось справиться. И в изданной в этом месяце Пекинским медицинским университетом книге «110 вопросов из области знаний по эпидемиологии новой коронавирусной пневмонии» отмечалось, что новый коронавирус чувствителен к ультрафиолетовому излучению и нагреванию, теряет жизнеспособность после 30 мин при температуре 56 °C, после дезинфекции диэтиловым эфиром, 75-процентным раствором этилового спирта, дезинфицирующим средством содержащим хлор, надуксусной кислотой, хлороформом или другими растворителями жиров.
Известны следующие оценки в соответствии с анализом, проведённым специалистами университета Сунь Ятсена (Чжуншань): оптимальными условиями для передачи коронавируса являются температура воздуха от 5 до 8 °C, а также влажность 35-50 %. Такие результаты были получены в ходе анализа пиков заболеваемости в период с 20 января по 4 февраля 2020 года в Китае и ещё 26 странах, в общей сложности на основе 24 139 подтверждённых случаев заболевания, из которых 68,01 % пациентов были выходцами из провинции Хубэй. При этом были учтены инкубационный период, а также карантинные меры, которые постепенно вводились в разных городах. Исследование показало, что активность Covid-19 при превышении температуры 8,72 °C шла на спад. При 30 °C его инфекционная скорость становилась нулевой.
В ходе исследований учёные Университета Гонконга выявили, что коронавирус остаётся высокостабильным в течение долгого времени при температуре около четырёх градусов, и при отсутствии дезинфекции его активность начнёт снижаться только через 14 дней. При этом вирус не переносит высокие температуры и при 70 градусах дезактивируется в течение пяти минут. По их данным, на бумаге вирус не был выявлен уже спустя три часа, на одежде и обработанном дереве вирус держался до двух дней, на стекле — до четырёх дней, а на пластике — до семи. На внешней поверхности медицинских масок сохраняется до семи дней, что указывает на необходимость их тщательной дезинфекции.
По результатам исследований нескольких научных центров США, вирус может оставаться жизнеспособным в воздухе три часа, на медной поверхности — до четырёх часов, на картоне и нержавеющей стали — 24 часа, на пластике — до двух-трёх дней.